# 長田昌浩
長田 昌浩（ながた まさひろ、1984年6月10日 - ）は、千葉県茂原市出身の元プロ野球選手（内野手）。

## 経歴
中学時代は陸上競技部へ入部し、市原シニアに所属。高校は東海大望洋高に進学し、1年春からレギュラーとして活躍、2年夏の千葉大会準優勝。
高校時代から好守、俊足、巧打のショートとして注目され、西岡剛等と共に「ポスト松井稼頭央」として注目された。高3夏の千葉大会では日米11球団19人のスカウトが彼のプレーを見ている。
2002年度ドラフト会議にて「巨人以外の指名なら東海大進学」を表明し、読売ジャイアンツから4巡目指名を受け、入団。「篠塚2世」として期待された。
ルーキーイヤーの2003年高卒新人選手では松井秀喜以来の一軍キャンプスタートとなり、多大な期待を受けた。5月4日の対広島戦で、巨人では松井秀喜以来となる高卒新人野手の初先発･初出場。2005年のフレッシュオールスターゲーム出場。
2006年11月7日に谷佳知との交換トレードで鴨志田貴司と共にオリックス・バファローズへ移籍。
2007年は二軍では主に2番を打ち、打撃コーチの大島公一の指導のもと一時は打率.340をマーク、選手の入れ替えの少ない中で一軍昇格も果たしたが、安打が出ないまま二軍へ降格。2008年は一軍昇格を果たすも、出場機会がないまま二軍へ降格。それ以降一軍昇格は果たせず、2010年8月26日に球団に退団を申し入れ、8月31日付で任意引退選手公示された。
2014年3月4日付で学生野球資格回復。

## 人物
19歳の時に日本のキャンプに参加していたキューバ人選手が、粗悪な野球道具を使っていることにカルチャーショックを受けた。第2回WBCでキューバ戦を見た事がきっかけで、チームメイトから野球道具の寄付を募り、集まったバット40本、グローブ30個以上、アンダーウエアー多数、ボール120個を駐日キューバ大使館へ寄付した。タレントのSHEILAは「とても静かで紳士的で優しそうな方」と人柄を評した。

## 詳細情報

### 年度別打撃成績
| 年 度     | 球 団      | 試 合 | 打 席 | 打 数 | 得 点 | 安 打 | 二 塁 打 | 三 塁 打 | 本 塁 打 | 塁 打 | 打 点 | 盗 塁 | 盗 塁 死 | 犠 打 | 犠 飛 | 四 球 | 敬 遠 | 死 球 | 三 振 | 併 殺 打 | 打 率 | 出 塁 率 | 長 打 率 | O P S |
| --------- | ---------- | ----- | ----- | ----- | ----- | ----- | -------- | -------- | -------- | ----- | ----- | ----- | -------- | ----- | ----- | ----- | ----- | ----- | ----- | -------- | ----- | -------- | -------- | ----- |
| 2003      | 巨人       | 3     | 4     | 4     | 0     | 0     | 0        | 0        | 0        | 0     | 0     | 0     | 0        | 0     | 0     | 0     | 0     | 0     | 2     | 0        | .000  | .000     | .000     | .000  |
| 2004      | 巨人       | 3     | 2     | 2     | 0     | 0     | 0        | 0        | 0        | 0     | 0     | 0     | 0        | 0     | 0     | 0     | 0     | 0     | 1     | 0        | .000  | .000     | .000     | .000  |
| 2005      | 巨人       | 5     | 7     | 7     | 0     | 0     | 0        | 0        | 0        | 0     | 0     | 0     | 0        | 0     | 0     | 0     | 0     | 0     | 1     | 0        | .000  | .000     | .000     | .000  |
| 2006      | 巨人       | 1     | 0     | 0     | 0     | 0     | 0        | 0        | 0        | 0     | 0     | 0     | 0        | 0     | 0     | 0     | 0     | 0     | 0     | 0        | ----  | ----     | ----     | ----  |
| 2007      | オリックス | 5     | 5     | 5     | 0     | 0     | 0        | 0        | 0        | 0     | 0     | 0     | 1        | 0     | 0     | 0     | 0     | 0     | 1     | 0        | .000  | .000     | .000     | .000  |
| 通算：5年 | 通算：5年  | 17    | 18    | 18    | 0     | 0     | 0        | 0        | 0        | 0     | 0     | 0     | 1        | 0     | 0     | 0     | 0     | 0     | 5     | 0        | .000  | .000     | .000     | .000  |

### 記録
- 初出場・初先発出場：2003年5月4日、対広島東洋カープ6回戦（東京ドーム）、7番・三塁手として出場
- 初打席：同上、2回裏にクリス・ブロックから三ゴロ

### 背番号
- 32 （2003年 - 2006年）
- 58 （2007年 - 2010年）